# Johannes Kessler (Pfarrer)
Johannes Kessler, auch Keßler, (* 8. Mai 1865 in Köstritz; † 24. August 1944 in Freiburg im Breisgau) war ein evangelischer Pfarrer und Autor mehrerer patriotischer Werke.

## Leben
Kessler stammte aus Köstritz und ging in jungen Jahren nach Gütersloh, wo er 1884 am Stiftischen Gymnasium auch die Reifeprüfung ablegte. Zunächst wirkte er als Divisionspfarrer und Hofprediger an der Friedenskirche in Potsdam. Vier Jahre lang war er der Erzieher der beiden ältesten Söhne des Kaisers Wilhelm II. Von 1893 bis 1907 war er Garnisonspfarrer in Potsdam und zog dann nach Dresden, wo er 1908 das Amt des Pfarrers an der Lukaskirche übernahm. Er wohnte im Haus Lukasplatz 4, das 1945 beim Bombenangriff zerstört wurde.
Nach der Machtergreifung der Nationalsozialisten legte er 1933 sein Amt aus Altersgründen nieder und zog später nach Freiburg im Breisgau, wo er im Sommer 1944 starb.

## Familie
In Bornstedt bei Potsdam heiratete er am 8. Juli 1893 Anna Maria Frommel aus Barmen, die Tochter des Pfarrers und Volksschriftstellers Emil Frommel. Seine Ehefrau starb 1929 in Dresden, so dass er die letzten Jahre als Witwer lebte.

## Werke
- Heil Kaiser Dir!, Dresden, 1913
- Gott segne den Kaiser! Zur Erinnerung an das Regierungsjubiläum Kaiser Wilhelm II. (15. Juni 1913), Dresden, 1913
- Glockenklang und Schwertgesang. Zwei vaterländische Festreden, Dresden, 1914
- Furchtlos und treu, Dresden, 1914
- Durch Gott zum Sieg, Dresden, 1914
- Die wichtigste Pflicht gegen unsere Krieger, Dresden, 1914
- Begrabe deine Toten tief in dein Herz hinein. Ansprache in der Kriegsbetstunde (11. Sept. 1914). Zum Gedächtnis unserer gefallenen Krieger, Dresden, 1914
- Predigten und Ansprachen in den Kriegstagen 1914, gehalten von J. Keßler, Dresden 1914
- Kreuz und Schwert, Dresden, 1915
- Deutsche Frauen – deutsche Treue. Ein Ruf an die Frauen und ein Dank zur Front, Dresden, [1915]
- Das Land zittert, aber ich halte seine Säulen fest. Festpredigt an Kaisers Geburtstag (27. Jan. 1916), Dresden, 1916
- Ich schwöre mir ewige Jugend. Mit einem Porträt. List, Leipzig  v 1936.

Seinen Schwiegervater Emil Frommel unterstützte er bei dessen Publikation Ernstes und Heiteres. Erzählungen für das deutsche Volk, die in mehreren Auflager erschien.